# Saint-Joseph-des-Érables
Saint-Joseph-des-Érables è un comune del Canada, situato nella provincia del Québec, nella regione di Chaudière-Appalaches.